# Villanueva de Ávila
Villanueva de Ávila – gmina w Hiszpanii, w prowincji Ávila, w Kastylii i León, o powierzchni 21,21 km². W 2011 roku gmina liczyła 252 mieszkańców.